# Florin du Suriname
Le florin du Suriname, ou florin surinamien (symbole : SRG ; code ISO 4217 : SRG ; en néerlandais : Surinaamse gulden) est l'ancienne monnaie officielle du Suriname de 1954 au 1er janvier 2004, remplacé par le dollar du Suriname.
Il est divisé en 100 cents.

## Histoire monétaire
Le florin surinamais (ou plus exactement de la Guyane néerlandaise) était initialement à parité avec le florin néerlandais. En 1940, à la suite de l'occupation des Pays-Bas, la monnaie (avec le florin des Antilles néerlandaises) est rattachée au dollar des États-Unis au taux de 1,88585 florin = 1 dollar.
En 1954, est fondée la De Surinaamsche Bank qui devient la Banque centrale du Suriname (Centrale Bank van Suriname) en 1957. En 1962, le nom de « Suriname » apparaît sur les émissions monétaires. 
En 1975, le Suriname devient indépendant.
Dans les années 1980, le florin surinamais a dû faire face à une hyperinflation. Par conséquent, plus aucune pièce n'a été frappée après 1989. En fin de compte, un florin surinamais valait moins d'un cent néerlandais.
Le 1er janvier 2004, le florin surinamais a été remplacé par le dollar du Suriname, au taux de un dollar pour mille florins. Les anciennes pièces ont été réutilisées dans le système de paiement après l'introduction du dollar. Cela signifie que les pièces ont subi une forte augmentation de valeur. Une pièce de 100 cents (ou 1 florin) équivaut en valeur à 10 cents de dollar. La Banque centrale réalise ainsi une opération qui permet d'économiser la fabrication de nouvelles pièces.

### Pièces de monnaie

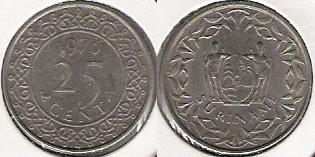
Pièce de 25 cents frappée en 1976.

Les premières émissions commencent en 1943, la production étant assurée aux États-Unis. Circulaient également sur ce territoire des émissions propres aux Antilles néerlandaises. On trouvait des pièces de 1, 5, 10 et 25 cents.
En 1962, la pièce de 1 cent est en bronze, celle de 5 en cupronickel, les pièces de 10 et 25 cents en nickel, et celle de 1 florin est en argent.
En 1974 et 1975, des pièces de 1 et 5 cents sont émises en aluminium. En 1987, ces mêmes pièces sont fabriquées en acier plaqué de cuivre et des pièces de 100 et 250 cents en cupronickel sont introduites.

### Billets de banque

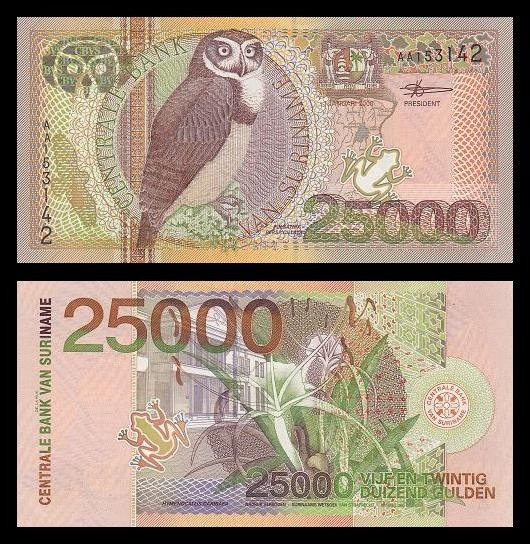
Billet de 25000 florins du Suriname, série 2000.

Les premiers billets spécifiquement réservés à la Guyane néerlandaise sont émis dès 1826 par la Algemene Nederlandsche Maatschappij (qui deviendra la Nederlandsche Handel-Maatschappij - NHM) pour des montants de ½ et 3 florins. Par la suite, la Banque des Indes néerlandaises produit une série de billets pour des montant allant de ½ à 300 florins jusqu'en 1865.
En 1957, la Banque centrale du Suriname reprend à son compte la production de billets, pour des montants de 5, 10, 25, 100 et 1 000 florins. Le billet de 500 fut lancé en 1982, suivi par celui de 250 florins en 1988. Du fait de l'inflation, des billets de 2 000, 5 000, 10 000, et 25 000 florins furent fabriqués entre 1995 et 2000. La dernière série présentait comme motifs des illustrations empruntées à la flore et à la faune (des oiseaux) locales.